# Parafia Najświętszej Maryi Panny Anielskiej w Kleszczowie
Parafia NMP Anielskiej w Kleszczowie – rzymskokatolicka parafia znajdująca się w dekanacie sulmierzyckim w diecezji częstochowskiej.

## Historia
Parafia została założona 12 listopada 1920 roku. Obecny murowany kościół parafialny pw. NMP Anielskiej został wybudowany w 1978 roku z inicjatywy proboszcza Czesława Jabłońskiego.

## Zasięg parafii
Do parafii należą wierni z miejscowości gminy Kleszczów: Bogumiłów, Łuszczanowice-Kolonia, Łuszczanowice, Kleszczów, Stawek, Rogowiec i Żłobnica.

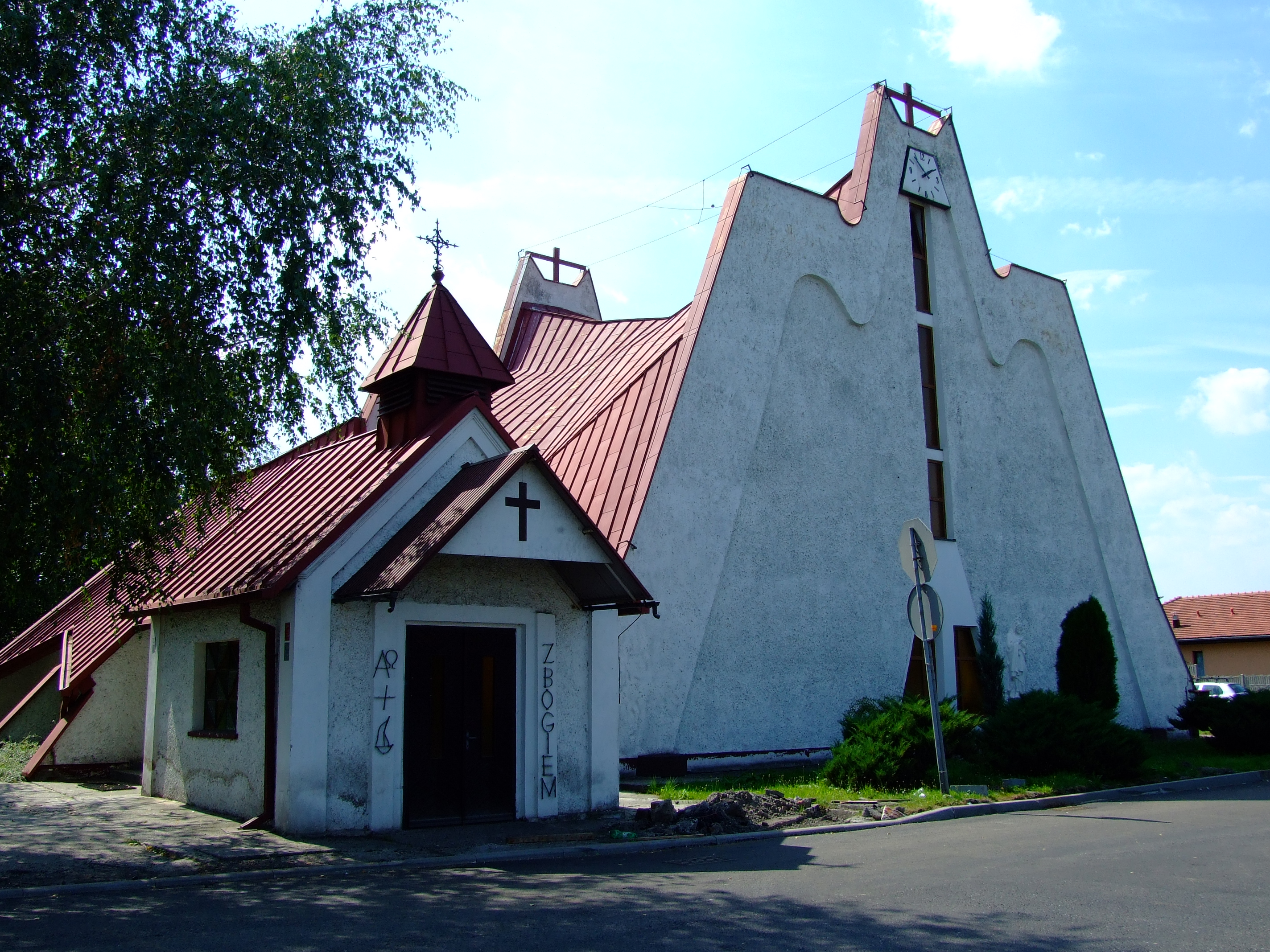
kościół NMP od strony fasady

- kościół NMP od strony fasady

## Proboszczowie parafii
- 1920-1923 - ks. Jan Baryl - budowniczy pierwszego kościoła,
- 1923-1930 - ks. Józef Michałowski,
- 1930-1937 - ks. Michał Wróblewski,
- 1937-1940 - ks. Marian Jung,

1940-1945 - kościół funkcjonował jako magazyn zboża
- 1945-1948 - ks. Mieczysław Tajber, urodzony w 1910 r. w Kamienicy Polskiej, święcenia kapłańskie otrzymał w 1938 roku[1],
- 1948-1966 - ks. Jan Burchardt, urodzony 27 lipca 1913 r. Święcenia kapłańskie przyjął 12 maja 1940[2]. Zmarł 17 września 1974 r.[3],
- 1966-1975 - ks. Eugeniusz de Ville, urodzony 19 września 1913, święcenia kapłańskie przyjął w 1950 roku, proboszcz parafii św. Piotra w Okowach w Białej k. Wielunia w latach 1965-1966, zmarł 10.03.1983 roku w Dąbrowie Górniczej[4],
- 1975-2007 - ks. Czesław Jabłoński, urodzony w 28 lutego 1932, wyświęcony 29 czerwca 1960 przez bpa Zdzisława Golińskiego[5], w latach 1969-1970 wikariusz w parafii św. Barbary w Sosnowcu[6], rezydent w parafii p.w. Św. Stanisława Kostki w Częstochowie, zmarł 13.07.2015 roku w Częstochowie[7], pochowany na cmentarzu parafii św. Mikołaja w Rudnikach[8][9],
- 2007-2009 - ks. Leon Kołek, wyświęcony 18 maja 1975 roku[10] przez bpa Stefana Bareły[11], w latach 1987-1989 wikariusz w parafii św. Floriana w Sosnowcu-Zagórzu[12], w latach 2010–2016 proboszcz parafii św. Jana Apostoła i Ewangelisty w Pątnowie[13],
- 2009-2017 - ks. Andrzej Pękalski, urodzony 16 lutego 1956 roku w Chęcinach[14], wyświęcony 30 maja 1982 roku[15],
- 2017-2018 - ks. Benedykt Stanek,
- od 2018 - ks. Sławomir Bednarski, urodzony 2 maja 1979 r. w Kłobucku[16], święcenia kapłańskie przyjął w 2004 roku[17].